# 花井卓蔵

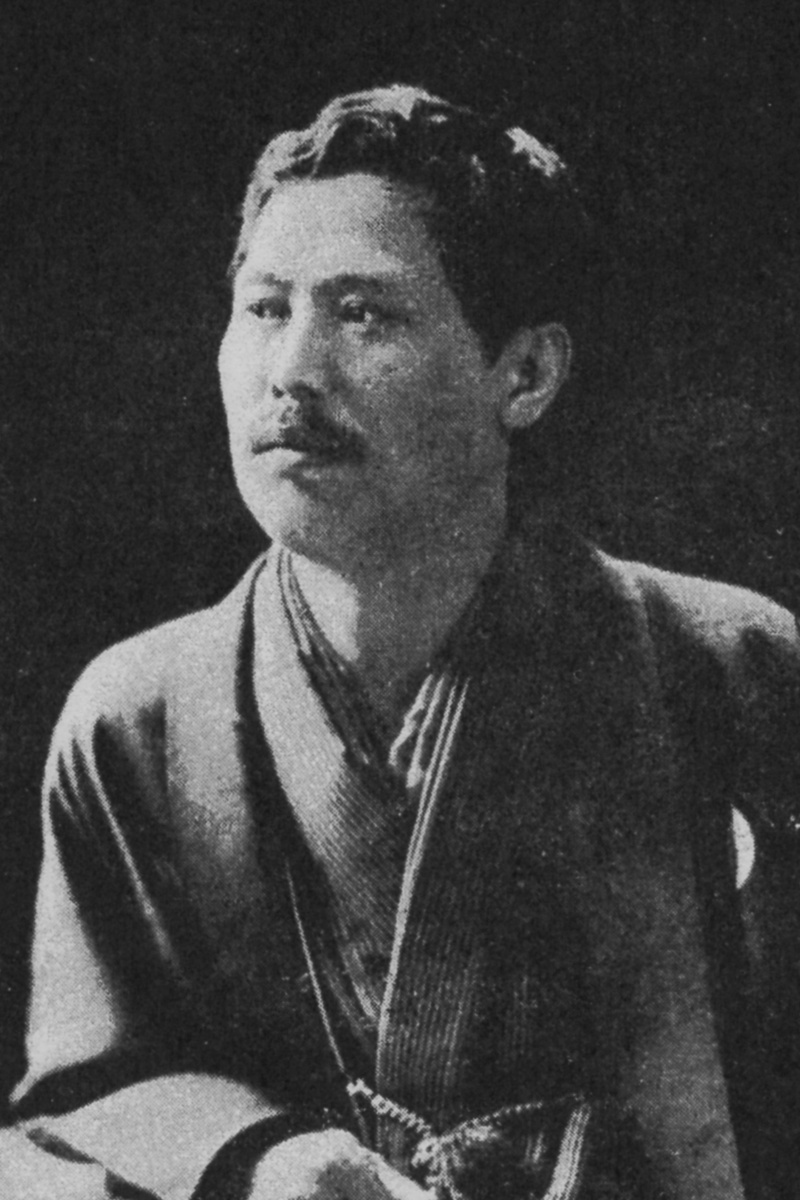
花井卓蔵

花井 卓蔵（はない たくぞう、慶応4年6月12日（1868年7月31日）- 昭和6年（1931年）12月3日）（63歳没）は、明治・大正に活躍した弁護士・政治家。第3代検事総長・中央大学教授を務めた花井忠の岳父。

## 生涯

### 苦学して代言人へ

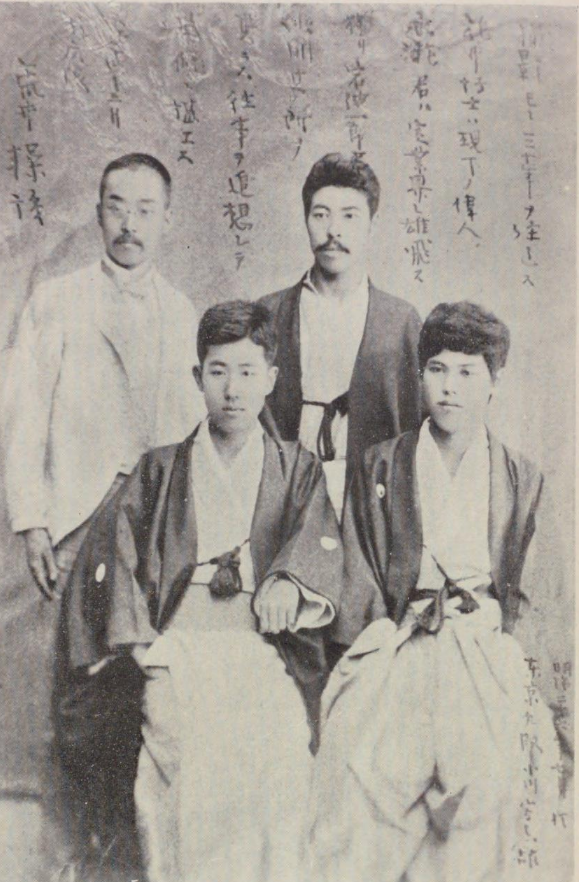
英吉利法律学校の学友と。花井卓蔵（前列右）。後列右側は永滝久吉

慶応4年（1868年）、備後国御調郡三原町（現：広島県三原市）に士族・立原四郎右衛門の四男として生まれ、その後、分家により花井姓を名乗った。幼年期から神童と謳われ、10歳の時に進学のため上京するが、経済的に困窮し3年後に帰郷し、広島市の修道学校（現：修道中学校・高等学校）で学ぶ。その後、小学校の代用教員として勤務する傍ら、長谷川桜南の門下生となり、高楠順次郎らと桜南舎で学ぶ。その後3年間ほど教員を務めるが、高楠とともに自由民権運動に参加し、これが原因で教員を免職される。その後、再び上京し苦学しながら、明治21年（1888年）に英吉利法律学校（現在の中央大学）を卒業。翌々年の明治23年（1890年）12月には23歳で代言人試験に合格、当時の法曹界最年少者であった。

### 刑事弁護の第一人者
足尾鉱毒事件では弾圧された農民、明治34年（1901年）の大逆事件では幸徳秋水らを弁護するなど、現在で言う人権派の弁護士として活躍。明治34年（1901年）の星亨暗殺事件では伊庭想太郎の弁護を勤め、新聞に「花井の弁論は奇警にして論理明快」と評された。その他、国民大会事件（日比谷焼き打ち事件）、シーメンス事件、米騒動、満鉄疑獄事件など多くの重大事件の弁護を担当する。
41年間にわたる弁護士活動において1万件ほどの刑事事件を担当したといわれ、貧しい平民からの依頼も積極的に引き受けた。このため、実践的な刑事法学を深く修めた刑事弁護の第一人者とも、原嘉道と並ぶ在野法曹の雄とも称された。大正15年（1926年）の松島遊郭疑獄での被告弁護人を最後に第一線を退き、昭和4年（1929年）7月に弁護士登録を抹消した。

### 政治家として
弁護士業の傍ら、明治31年（1898年）から大正8年（1917年）まで衆議院総選挙に計7回当選し、後に衆議院副議長を務め、大正11年（1922年）6月6日からは貴族院議員に勅任され、その弁論は「歴代政府の鬼門」として恐れられた。またこの間の明治35年（1902年）には河野広中､中村弥六らとともに｢何ぞ独り参政の権利を10円以上の納税者のみに制限するの理あらんや…｣との理由を付したわが国はじめての普通選挙法案を衆議院に提出した（否決）。明治39年（1906年）には法律取調委員として刑法改正案を作成、その後、陸海軍軍法会議法や当時としては画期的な陪審法案の成立などにも関わり、審議における若槻禮次郎との丁丁発止のやり取りでも名をはせた。
こうした功績を評価され、明治42年（1909年）には帝国大学・官立大学以外の卒業生として初の法学博士号を文部大臣より授与された（第二次世界大戦前の博士号に関しては学位参照。）。

### 死去

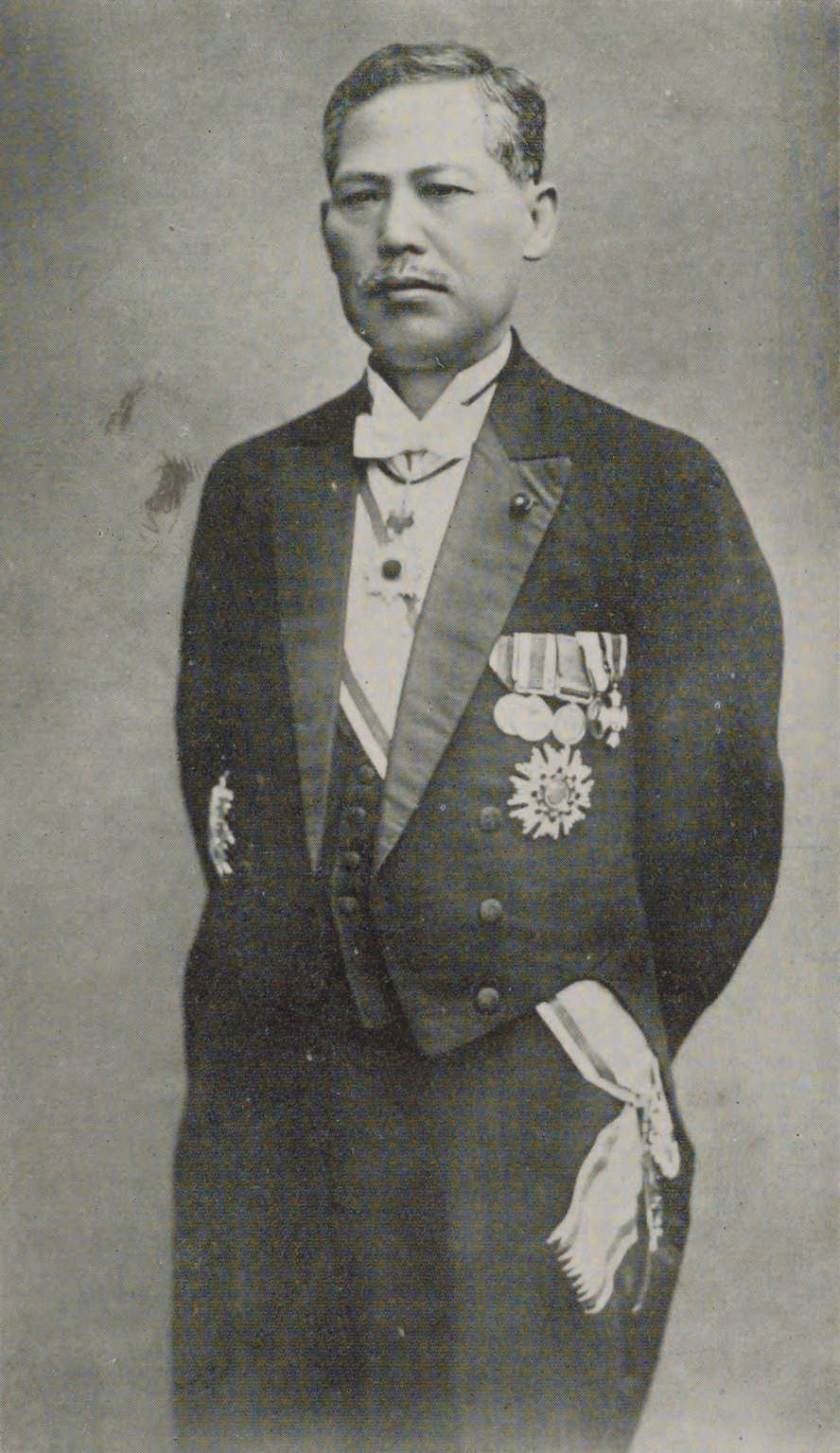
花井卓蔵

晩年は、朝日新聞法律顧問を務める傍ら、法制審議会副総裁・同刑法調査委員長を務め、法曹実務よりも立法面に尽力していたが、昭和6年（1931年）に東京・神田の自宅兼事務所の寝室にてガス中毒（就寝中に、ガス火鉢のガス管が何らかの理由で外れたため）により死去した。（63歳没）　ちなみに、通夜・葬儀には多くの法曹関係者が駆けつけたため、いくつかの重要裁判の公判が延期となるなど、花井の法曹界における影響力が窺える。墓所は築地本願寺和田堀廟所。
なお、花井の訃報を報じる朝日新聞のコラム天声人語において、花井の人となりが次のように簡潔明瞭に記されている。

## 実務界と法理論の間
苦学時代に目をかけてくれた人物に、のちに興行界の大物で帝都の名士を集めた「常陸山会」の幹部となる山田喜久次郎がおり、浅草と吉原の表と裏を知り尽くした山田は後に至るも花井の力になったとされる（『鉄砲喜久一代』より）。
また、これも後に総会屋の大物となる久保祐三郎も交流をもった一人であり、森川哲郎の『総会屋』によると、株主総会の運営を正常化するため、ワン株屋と呼ばれる人間たちの面倒を見ていた花井は、記者時代の久保に総会運営の研究を勧めたと記述している。
これらの、いわばアンダーグラウンドの世界の人士と弁護士花井との交流は、大正中頃からの社会の底辺の者たちも国家主義の看板を背負わなければ活動が難しい状況があり、彼らが抱いていた在野法曹の雄としての花井に対する何らかの期待も読み取れよう。

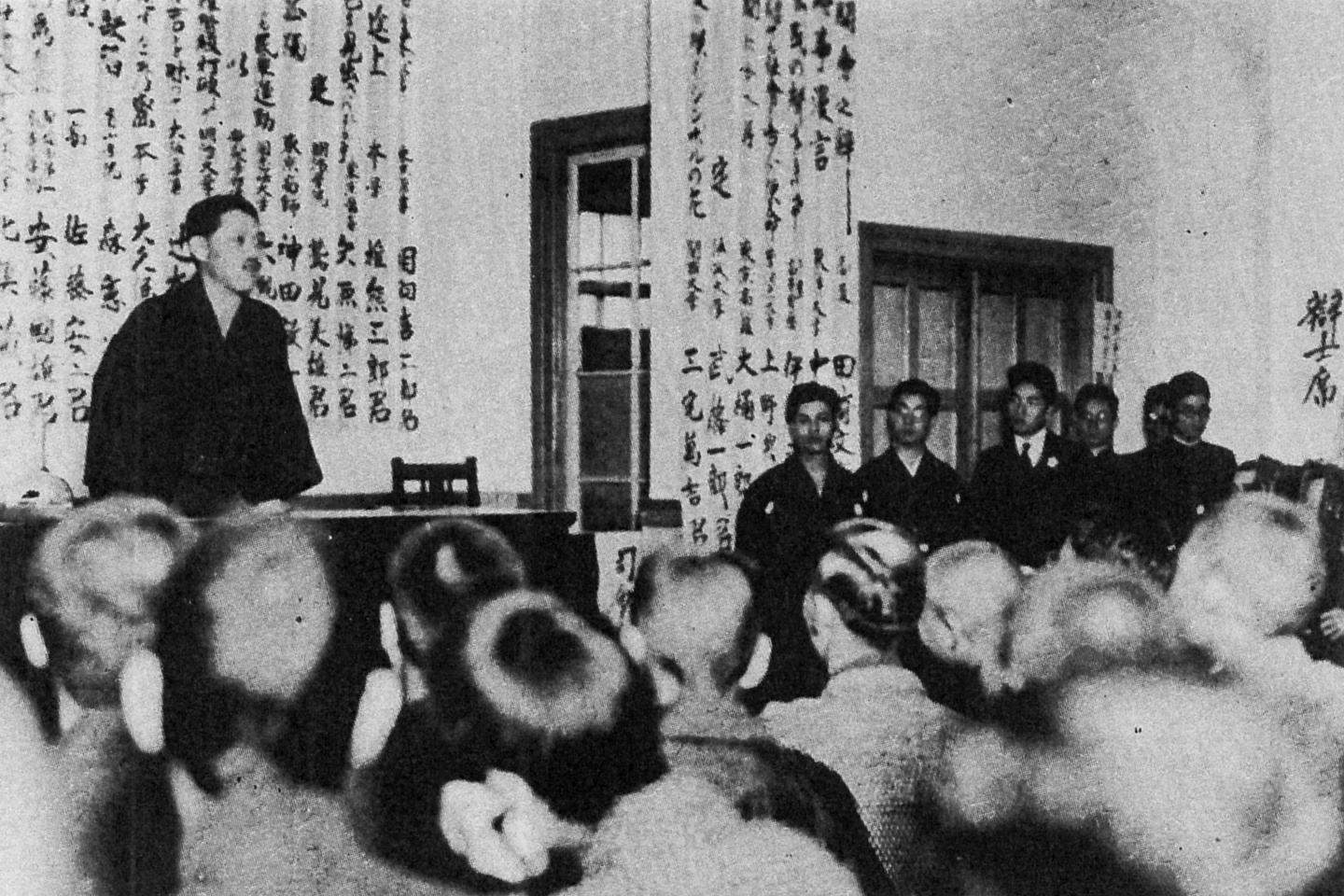
中央大学の弁論大会（1923年頃）

## 雄弁家として
花井は法廷や議会での活動から雄弁家としても知られ、その雄弁術は「花井式弁論」と称された。母校中央大学で教壇に立つ傍ら学生弁論部の名門辞達学会を明治34年（1901年）に組織し、後進の指導にあたった。花井の偉業を記念し、昭和21年（1946年）から大学生を対象にした花井卓蔵杯争奪全日本雄弁大会が開催されている。また故郷三原市では昭和26年（1951年）から同44年（1969年）にかけて広島県下の中学生を対象にした「花井杯弁論大会」が催された。

## 栄典
- 1915年（大正4年）11月10日 - 大礼記念章[3]
- 1921年（大正10年）5月30日 - 旭日重光章[4]

## 著書
- 訟庭論草 木内前京都府知事事件を論ず
- 訟庭論草 国民大会事件を論ず
- 訟庭論草 軍艦金剛の建造請負に関する事件を論ず
- 訟庭論草 松島事件及樺太事件について論ず
- 訟庭論草 刺客事件を論ず
- 訟庭論草 京都府疑獄事件を論ず
- 訟庭論草 人肉事件を論ず
- 訟庭論草 満鉄事件を論ず

## その他
- 故郷の三原市文化会館の玄関前に，花井を讃える会によって建てられた胸像がある。
- 息子・立原元夫は早稲田大学在学中、サッカー日本代表選手に選出され川本泰三、加茂健、金容植、堀江忠男らとベルリンオリンピックに出場した。堀江は花井宅に身を寄せていたドイツの老婦人に家庭教師を受けた。
- 星製薬の創立者である星一と長らく親交があった。のちに星一の息子である星新一は、花井と星一の親交の様子や星製薬の倒産の経緯などを書いた伝記的小説「人民は弱し 官吏は強し」を発表している。
- 1995年（平成7年）から中央大学旧駿河台記念館に設置されていた花井卓蔵の胸像は2023年（令和5年）新設の茗荷谷キャンパスに移設された[5][6]。